# طواف كاليفورنيا 2008
طواف كاليفورنيا 2008 هو سباق دراجات هوائية أقيم بتاريخ فبراير 17–24، تكون السباق من 7 مراحل وامتدّ لمسافة 650 بسرعة 22.10 /س، استغرق السباق 29 ساعة 24 دقيقة 32 ثانية. فاز به الأمريكي ليفي ليفيمير وحلّ ثانيا ديفيد ميلار.

## الترتيب
| م                     | الدرّاج       | البلد            | الزمن                     |
| --------------------- | ------------ | ---------------- | ------------------------- |
| الفائز بالترتيب العام | ليفي ليفيمير | الولايات المتحدة | 29 ساعة 24 دقيقة 32 ثانية |
| الثاني                | ديفيد ميلار  | بريطانيا العظمى  |                           |